# Salto de esqui nos Jogos Olímpicos de Inverno de 1964
As competições de salto de esqui nos Jogos Olímpicos de Inverno de 1964 foram disputadas nos dias 31 de janeiro e 9 de fevereiro em Innsbruck, na Áustria.
A partir desta edição a modalidade teve disputas em dois eventos: saltos em pista curta (K90) e pista longa (K120). O finlandês Veikko Kankkonen (um ouro e uma prata) e os noruegueses Toralf Engan (um ouro e uma prata) e Torgeir Brandtzæg (dois bronzes) conquistaram as seis medalhas em disputa.

## Medalhistas
| Evento                           | Ouro                           | Prata                          | Bronze                        |
| -------------------------------- | ------------------------------ | ------------------------------ | ----------------------------- |
| Pista normal individual detalhes | Veikko Kankkonen FIN Finlândia | Toralf Engan NOR Noruega       | Torgeir Brandtzæg NOR Noruega |
| Pista longa individual detalhes  | Toralf Engan NOR Noruega       | Veikko Kankkonen FIN Finlândia | Torgeir Brandtzæg NOR Noruega |

## Quadro de medalhas
| Ordem | País          | Medalha de ouro | Medalha de prata | Medalha de bronze |   |
| ----- | ------------- | --------------- | ---------------- | ----------------- | - |
| 1     | NOR Noruega   | 1               | 1                | 2                 | 4 |
| 2     | FIN Finlândia | 1               | 1                |                   | 2 |
| TOTAL | TOTAL         | 2               | 2                | 2                 | 6 |